# Dolichopus spretus
Dolichopus spretus är en tvåvingeart som beskrevs av Friedrich Hermann Loew 1871. Dolichopus spretus ingår i släktet Dolichopus och familjen styltflugor. Arten är reproducerande i Sverige. Inga underarter finns listade i Catalogue of Life.